# John Gilmour
Pour les articles homonymes, voir Gilmour.
John Gilmour (né le 17 mai 1993 à Montréal dans la province de Québec au Canada) est un joueur professionnel canadien de hockey sur glace. Il évolue au poste de défenseur.

## Biographie
Après avoir complété sa première année d'université avec les Friars de Providence College, il est repêché au 198e rang lors du septième tour du repêchage d'entrée dans la LNH 2013 par les Flames de Calgary. N'ayant pas signé de contrat avec les Flames après la fin de son cursus universitaire, il devient agent libre et signe avec les Rangers de New York en août 2016.
Après avoir passé du temps dans la LAH avec le Wolf Pack de Hartford, club-école des Rangers, il fait ses débuts dans la LNH avec New York durant la saison 2017-2018.
Il remporte la Coupe Gagarine 2022 avec le HK CSKA Moscou.

## Statistiques
| Saison     | Équipe                      | Ligue       |                   | Saison régulière  | Saison régulière  | Saison régulière  | Saison régulière  | Saison régulière |   | Séries éliminatoires | Séries éliminatoires | Séries éliminatoires | Séries éliminatoires | Séries éliminatoires |
| Saison     | Équipe                      | Ligue       | PJ                | B                 | A                 | Pts               | Pun               | PJ               | B | A                    | Pts                  | Pun                  |                      |                      |
| 2011-2012  | RoughRiders de Cedar Rapids | USHL        | 58                | 10                | 14                | 24                | 14                | 2                | 0 | 1                    | 1                    | 0                    |                      |                      |
| 2012-2013  | Providence College          | Hockey East | 38                | 4                 | 9                 | 13                | 35                | -                | - | -                    | -                    | -                    |                      |                      |
| 2013-2014  | Providence College          | Hockey East | 39                | 5                 | 13                | 18                | 22                | -                | - | -                    | -                    | -                    |                      |                      |
| 2014-2015  | Providence College          | Hockey East | 30                | 4                 | 7                 | 11                | 10                | -                | - | -                    | -                    | -                    |                      |                      |
| 2015-2016  | Providence College          | Hockey East | 34                | 9                 | 14                | 23                | 18                | -                | - | -                    | -                    | -                    |                      |                      |
| 2016-2017  | Wolf Pack de Hartford       | LAH         | 76                | 6                 | 19                | 25                | 18                | -                | - | -                    | -                    | -                    |                      |                      |
| 2017-2018  | Wolf Pack de Hartford       | LAH         | 44                | 6                 | 20                | 26                | 22                | -                | - | -                    | -                    | -                    |                      |                      |
| 2017-2018  | Rangers de New York         | LNH         | 28                | 2                 | 3                 | 5                 | 14                | -                | - | -                    | -                    | -                    |                      |                      |
| 2018-2019  | Wolf Pack de Hartford       | LAH         | 70                | 20                | 35                | 54                | 31                | -                | - | -                    | -                    | -                    |                      |                      |
| 2018-2019  | Rangers de New York         | LNH         | 5                 | 0                 | 0                 | 0                 | 4                 | -                | - | -                    | -                    | -                    |                      |                      |
| 2019-2020  | Sabres de Buffalo           | LNH         | 4                 | 0                 | 0                 | 0                 | 0                 | -                | - | -                    | -                    | -                    |                      |                      |
| 2019-2020  | Americans de Rochester      | LAH         | 37                | 6                 | 7                 | 13                | 6                 | -                | - | -                    | -                    | -                    |                      |                      |
| 2020-2021  | HK CSKA Moscou              | KHL         | 12                | 3                 | 3                 | 6                 | 2                 | 17               | 1 | 3                    | 4                    | 8                    |                      |                      |
| 2021-2022  | HK CSKA Moscou              | KHL         | 45                | 1                 | 8                 | 9                 | 12                | 14               | 0 | 3                    | 3                    | 8                    |                      |                      |
| 2022-2023  | HK Dinamo Minsk             | KHL         | 52                | 1                 | 8                 | 9                 | 14                | 2                | 0 | 0                    | 0                    | 0                    |                      |                      |
| 2023-2024  | Adler Mannheim              | DEL         | Saison en cours ? | Saison en cours ? | Saison en cours ? | Saison en cours ? | Saison en cours ? |                  |   |                      |                      |                      |                      |                      |
| Totaux LNH | Totaux LNH                  | Totaux LNH  | 37                | 2                 | 3                 | 5                 | 18                | -                | - | -                    | -                    | -                    |                      |                      |